# Björksjön, Hällefors kommun
Björksjön är en by i Hällefors kommun med cirka 30 invånare. Byn har ett sommarcafé som heter "Björksjöns logcafé". Jaktintresset är utbrett i byn, som också utgör semesterort för många sommargäster.